# 物語デザイナー
物語デザイナーまたはナラティブデザイナー（英語: narrative designer）は、現代のビデオゲーム開発上の役割の一つである。物語デザイナーの仕事の中心は、ゲームの物語要素をデザインし、開発プロセスの中でストーリーの質を維持することにある。この仕事は、ゲームの筋書きを書くシナリオライター (en:game writer) の仕事とは区別される。
学問としての物語論は、その誕生以来、もっぱら筋書きを書くことによって静的なモノとしての物語をデザインすること（物語デザイン）に注目してきた。しかし、インタラクティブなストーリーテリング (en:interactive storytelling) は、データ空間におけるユーザーの行動を介してストーリーを作り出す動的なプロセスである。この点で、インタラクティブなストーリーテリングにおける物語デザイナーの役割は、これまでの物語デザインとは違っている。
物語デザインのアイデアは、おそらく1997年にマディソンスマートベルによって本を書くという文脈で最初に使用されました。 彼の著書「ナラティブデザイン：構造への作家のガイド」は、デザイナーが行うのと同様の方法で、ストーリー作成への実用的で構造主義的なアプローチを説明しています。